# Encyclia randii var. alba
Encyclia randii var. alba é uma raríssima variedade de espécie, procedente do centro-oeste brasileiro. Planta com pseudobulbos ovóides de 6 cm de altura. Folhas lineares, estreitas e coriáceas com 25 cm de comprimento e de cor verde claro. Inflorescências de 60 cm de altura sustentando de 3 a 8 flores. Flor de 7 cm de diâmetro com pétalas e sépalas de cor verde-amarelada clara. Labelo reniforme e trilobado com grande lóbulo central arredondado de cor branca leitosa.
Floresce no verão.